# Adlai Stevenson II
Adlai Ewing Stevenson II (Los Angeles, 5 de fevereiro de 1900 – Londres, 14 de julho de 1965) foi um político estadunidense, filado no Partido Democrata.
Era neto de Adlai Stevenson I. Foi governador do estado de Illinois (1949-1953) e candidato duas vezes a Presidente dos Estados Unidos da América (na eleição de 1952 e na eleição de 1956), sendo derrotado em ambas por Dwight D. Eisenhower.
Foi ainda embaixador dos Estados Unidos nas Nações Unidas (1961-1965).

## Vida
Ele ocupou vários cargos no governo federal durante as décadas de 1930 e 1940, incluindo a Administração de Ajuste Agrícola, a Administração Federal de Álcool, o Departamento da Marinha e o Departamento de Estado. Em 1945, ele atuou no comitê que criou as Nações Unidas e foi membro das delegações iniciais dos EUA na ONU.
Em 1948, ele foi eleito governador de Illinois, derrotando o governador em exercício Dwight H. Green em uma virada. Como governador, reformou a polícia estadual, reprimiu o jogo ilegal, melhorou as estradas estaduais e tentou limpar o governo estadual da corrupção. Stevenson também procurou reformar a constituição do estado de Illinois e apresentou vários projetos de lei sobre crimes na legislatura estadual. No entanto, seus esforços na reforma constitucional e os projetos de lei contra o crime não foram aprovados na legislatura estadual.
Nas eleições presidenciais de 1952 e 1956, ele foi escolhido como o candidato democrata para presidente, mas foi derrotado com uma vitória esmagadora pelo republicano Dwight D. Eisenhower nas duas vezes. Em 1960, ele novamente buscou sem sucesso a indicação presidencial democrata pela terceira vez na Convenção Nacional Democrata. Depois que o presidente John F. Kennedy foi eleito, ele nomeou Stevenson como embaixador dos Estados Unidos nas Nações Unidas. Dois grandes eventos com os quais Stevenson lidou durante seu tempo como embaixador da ONU foram a invasão da Baía dos Porcos de Cuba em abril de 1961 e a crise dos mísseis cubanos em outubro de 1962.

Stevenson serviu como embaixador da ONU de janeiro de 1961 até sua morte durante uma visita a Londres em 14 de julho de 1965. Ele está enterrado no Cemitério Evergreen em sua cidade natal de Bloomington, Illinois.